# دان إبراهيم
دان إبراهيم (بالهولندية: Daan Ibrahim)‏ (8 ديسمبر 1995 ببورميراند في هولندا-)، لاعب كرة قدم هولندي من أصل سوري يلعب في مركز الهجوم.

## وصلات خارجية
- دان إبراهيم على موقع قاعدة بيانات كرة القدم.إي يو (الإنجليزية)
- دان إبراهيم على موقع Soccerway.com (الإنجليزية)
- دان إبراهيم على موقع عالم كرة القدم.نت (الإنجليزية)